# Bolsjemyscultuur
De Bolsjemyscultuur (Russisch: Большемысская культура) is een kopertijd-cultuur (4000 - 3000 v.Chr.) van voetjagers in het Altaj-gebergte in het gebied van de rivieren Katoen, Bieja, Irtysj en Ob in Zuid-Siberië. De kopertijd-sites in het uitlopersgebied van de steppe-Altaj werden in de jaren zeventig ontdekt door Boris Kadikov, maar bleven een tijdlang niet als zodanig herkend en werden geclassificeerd als neolithisch. Van de cultuur ziijn ongeveer 50 sites met kopertijd-materiaal bekend. Tot nu toe is er slechts één begraafplaats bekend, Bolsjoj Mys (Grote Kaap in het Russisch), en de cultuur is hiernaar vernoemd.
De cultuur staat bekend om haar aardewerken vaten met een puntige of "bietvormige" bodem, dunwandig en uitgebreid gedecoreerd, later verdrongen door dikwandig aardewerk met ronde en afgeplatte bodems. De decoratie werd gedomineerd door grillige en vloeiende lijnen en kampatronen, soms met raster-, driehoek- en zigzagversieringen. De versieringstechniek lag dicht bij die van de Kelteminarcultuur van Centraal-Azië en de Afanasjevocultuur van de Altaj. In zeldzame gevallen hadden de vaten printkamversieringen, meer typerend voor de kopertijd-kunst van de oostelijke Oeral en de regio Tjoemen-Ob. Dikwandige vaten zijn soms bedekt met textielpatronen, rijen parels en soms putjes. 
De ontdekking van een metalen priem in de overblijfselen van een huis maakte het mogelijk om de Bolsjemys-complexen met zekerheid aan de kopertijd toe te schrijven. In de kopertijdlagen was het aantal vuistbijlen, pijlpunten en grote platen vijf tot tien keer groter dan in de neolithische lagen. De mensen van Bolsjemys woonden in lichte, niet in de grond verdiepte woningen.
Aangenomen wordt dat de verschijning van de Bolsjemys-sites in het Midden-Katoen-gebied verband hield met migratie, welke een volledige verandering van de vroegere lokale bevolking veroorzaakte, hetgeen blijkt uit de verandering van siertradities, vormen van aardewerk en stenen werktuigen. 
De voetjagereconomie van Bolsjemys hield zich bezig met de jacht op hoefdieren: reeën, muskusherten, edelherten, Siberische steenbokken en moeflons. De bevolking was goed aangepast aan de natuurlijke omstandigheden. De locatie van de nederzetting op de overgang van de hooglanden en het middenland maakte duurzame landbouw en voldoende permanente producten mogelijk.
Sommige wetenschappers zijn van mening dat de Kelteminarcultuur verwant was aan de kamkeramiekcultuur en toebehoorde aan een Fins-Oegrisch volk. De vondsten in het zuiden van West-Siberië van zuidwestelijke verbindingen van de neolithische bevolking met de Bolsjemys- en Kelteminar-culturen wordt echter door antropologische studies niet bevestigd als migratie-gerelateerd, en kunnen worden verklaard door het bestaan in een ver verleden van een gemeenschappelijk antropologisch substraat, waardoor mogelijk de interculturele contacten tussen de culturen van het nageslacht in stand bleven. In de vroege metaalperiode (ca. 2000 v.Chr. - 300 n.Chr.) overleefden in de zuidelijke regio van West-Siberië twee antropologische kerngemeenschappen. Tatjana Tsjikisjeva definieerde deze als Noord-Euraziatische Antropologische Formatie (Oeraals type) en Zuid-Euraziatische Antropologische Formatie (Altaïsch type). 
Studies hebben antropologische continuïteit gevonden tussen de mensen van de neolithische en Oest-Tartas-culturen in de Barabasteppe. Er zijn aanwijzingen dat de Bolsjemyscultuur of hun nakomelingen vanuit het Barnaoel-Biejsk-Ob-gebied in het antropologische milieu van de Oest-Tartascultuur van de Baraba binnenkwamen. 
In de vroege bronstijd (3200 - 2300 v.Chr.) behield de bevolking van de Barabasteppe de substantie van het inheemse antropologische substraat, nadat ze de migranten van Bolsjemys had geassimileerd.
De migraties van veehouders uit West-Azië of Centraal-Azië vanuit het zuiden naar de Altaj kan men traceren door antropologische markeringen die 2000 v.Chr. begonnen en in het tijdperk van de vroege nomaden toenamen. 
De Oest-Tartascultuur werd op haar beurt vervangen door het antropologische complex van de Odinocultuur, en later door de Krotovocultuur, waarbij de antropologische samenstelling van de bevolking alleen autochtone morfologische complexen bevatte.